# Hrebinky
Hrebinky (ukrajinsky Гребінки, rusky Гребёнки – Grebjonki) jsou městys (ukrajinsky selyšče) v Kyjevské oblasti na Ukrajině. K roku 2020 měly bezmála šest tisíc obyvatel.

## Poloha a doprava
Hrebinky leží na řece Protoka, levém přítoku Rosu v povodí Dněpru. Jsou vzdáleny zhruba třicet kilometrů jihozápadně od Vasylkiva, správního střediska rajónu, a zhruba šestašedesát kilometrů jihozápadně od centra Kyjeva, hlavního města Ukrajiny.
Přes Hrebinky prochází dálnice M 05 z Kyjeva do Oděsy. Pár kilometrů severně od Hrebinek je letiště Kyjev-jih.

## Dějiny
Hrebinky byly založeny v roce 1612. Městysem jsou od roku 1958.